# Théophile Abega
Théophile Abega (9 de julho de 1954 - 15 de novembro de 2012) foi um futebolista camaronês. Ele competiu na Copa do Mundo FIFA de 1982, sediada na Espanha, na qual a seleção de seu país terminou na 17ª colocação dentre os 24 participantes.